# Relaciones Chile-Moldavia
Las relaciones Chile-Moldavia son las relaciones internacionales entre la República de Chile y la República de Moldavia.

## Historia
Las relaciones diplomáticas entre Chile y Moldavia fueron establecidas oficialmente el 12 de mayo de 1993.
El 14 de septiembre de 2022, la embajadora Pía Busta fue acreditada como Embajadora de Chile ante la República de Moldavia, concurrente desde Rumania, mediante la entrega de sus cartas credenciales a la Presidenta Maia Sandu, siendo la primera vez en la historia de ambos países, que se acreditó a un representante diplomático chileno de ese nivel en Moldavia.

## Relaciones comerciales
En 2022, el intercambio comercial entre ambos países ascendió a los 1,4 millones de dólares estadounidenses, lo que supuso un -6,6% de crecimiento promedio anual en los últimos cinco años. Los principales productos exportados por Chile fueron jureles congelados, salmones congelados y cartulinas, mientras que Moldavia exportó mayoritariamente vermú, botellas de vidrio, galletas dulces y calzado.

## Misiones diplomáticas
- La embajada de Chile en Rumania concurre con representación diplomática a Moldavia.[4]
- Moldavia no cuenta con representaciones diplomáticas ni consulares en Santiago de Chile.[4]